# Гумедін Гурген Хоренович
Гурген Хоренович Гумедін (Мелік-Дадаян) (20 листопада 1902, місто Геруси, тепер Ґоріс, Вірменія — 1938) — вірменський радянський діяч, секретар ЦК КП(б) Вірменії із постачання, 1-й секретар ЦК КСМ (ЛКСМ) Вірменії, народний комісар землеробства Вірменської РСР.

## Життєпис
Член РКП(б) з 1919 року.
З 1920 року — на партійній роботі в Зангезурі Вірменської РСР.
У 1921—1923 роках — відповідальний секретар Джеванширського повітового комітету комсомолу (КСМ) Азербайджану.
До листопада 1923 року — відповідальний секретар Діліжанського повітового комітету КСМ Вірменії.
У листопаді 1923 — 1926 року — 1-й секретар ЦК КСМ (ЛКСМ) Вірменії.
У 1926—1928 роках — 3-й секретар Закавказького крайового комітету ВЛКСМ.
У 1928—1930 роках — студент Комуністичної академії при ЦВК СРСР у Москві.
У 1930 році — відповідальний секретар Лорійського окружного комітету КП(б) Вірменії.
У грудні 1932 — 16 лютого 1933 року — секретар ЦК КП(б) Вірменії із постачання.
У 1933—1936 роках — заступник народного комісара землеробства Закавказької РФСР.
У 1936—1937 роках — народний комісар землеробства Вірменської РСР.
У 1937 році заарештований органами НКВС у Вірменській РСР. Репресований, загинув у 1938 році.
Посмертно реабілітований.